# Eugène Devéria

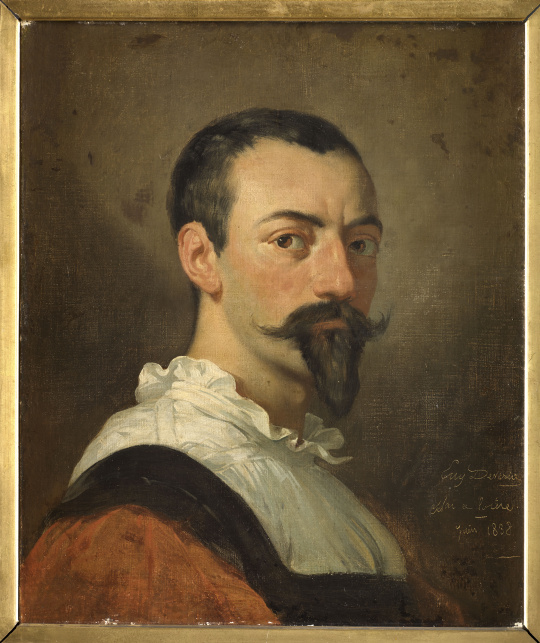
Eugène Devéria

Eugène Devéria (* 22. April 1805 in Paris; † 3. Februar 1865 in Pau) war ein französischer Maler, der neben Genre- und Kirchenbildern auch historische Gemälde schuf.

## Familiärer Hintergrund
Devérias Großvater wurde in Avignon geboren, wo die Familie ein Haus besaß. In jungen Jahren verließ dieser seine Heimatstadt, um sich in Montpellier niederzulassen. Dort wurde sein Vater François-Marie Devéria geboren. Der Vater ging zur Marine und wurde Zeuge der Schlacht von Trafalgar. Im Alter von 26 Jahren vermählte er sich mit einer jungen Frau, deren Vater, Herr Chaumont, Plantagen in Saint-Domingue besaß. Doch der Reichtum des Herrn Chaumont wurde durch die Ereignisse jener Zeit vernichtet und son musste sein Vater seine Schwiegermutter bei sich aufnehmen und ihr Zuflucht bieten. Um diese Zeit 1798/1799 wurde sein ältester Bruder Théodule Devéria geboren, der später eine Laufbahn bei der Marine einschlug und ein Jahr später sein Bruder Achille. Devéria war das sechste Kind und hatte zudem drei ältere Schwestern Désirée, Octavie und Louise. Letztere starb bereits im Alter von zwei Jahren. Im Oktober 1814 kam noch eine Schwester Laure hinzu. Die Familie lebte in ärmlichen Verhältnissen, sie besaß zwar ein Haus in der Rue de l’Ouest, doch gab es keine Mieteinnahmen. Der älteste Bruder ging nach Indien. Achille wurde zu dem Maler Louis Lafitte in die Lehrer gegeben, da sich der Vater das Schulgeld nicht mehr leisten konnte. Der Bruder musste die Familie finanziell unterstützen und übertrug seine Träume von einer Karriere fortan auf seinen jüngeren Bruder, der so zur Malerei kam.

## Leben
Devéria trat 1818 in die École des Beaux-Arts ein und wurde ein Schüler von Anne-Louis Girodet-Trioson. Seine künstlerische Förderung verdankte er jedoch hauptsächlich seinem 5 Jahre älteren Bruder, dem Maler und Lithographen Achille. 1824 debütierte er im Pariser Salon mit zwei Porträts und historischen Genrebildern. Devéria teilte sich 1827 ein Atelier, das sich im Haus eines Herrn Petitot in der Rue de l’Est befand, mit dem Maler Louis Boulanger, der zu jener Zeit an seinem Gemälde Mazeppa arbeitete. Henri Regnault übernahm nach Devérias Tod in diese Werkstatt. Der Bildhauer Pierre Cartellier (1757–1831) wohnte in diesem Haus. Devéria wohnte jedoch mit seiner Familie in der Rue Notre-Dame des Champs, ganz in der Nähe des Wohnhauses des Dichters Victor Hugo, in dem sich zahlreiche Künstler trafen.
Sein 1827 angefertigtes, kolossales Gemälde La Naissance d’Henri IV., das im Salon zu sehen war, erregte große Bewunderung und wurde für den Palais du Luxembourg erworben (später im Besitz des Louvre). Zugleich waren dort eine Verkündigung des Todesurteils Maria Stuarts und eine Rückkehr Marco Botzarias nach Missolunghi zu sehen. Das Gemälde der Geburt Heinrichs IV. zählte zu seinem größten Erfolg.
Um 1830 gehörten Devéria und sein Bruder dem Dichterkreis Le Cénacle um Victor Hugo an. Von dessen Gedichtsammlung Aus dem Morgenland ließ er sich später ebenso inspirieren wie von Lord Byrons Werken.
1836 zog er sich nach Pau zurück und wurde protestantischer Pfarrer, wandte sich aber bald wieder der Kunst zu. Im Juni 1867 wurde sein Nachlass von Francis Petit zum Verkauf angeboten. Théodule Devéria, der im Jahr 1871 bei der Bombardierung der Stadt Paris starb, war sein Neffe.

## Werke (Auswahl)

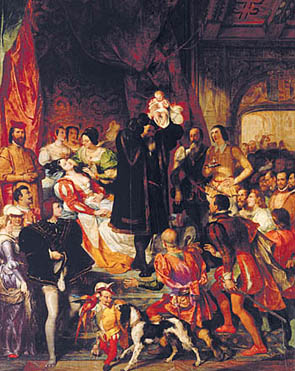
La Naissance d’Henri IV.

- Verkündigung des Todesurteils Maria Stuarts, 1826 (Musée des Beaux-Arts, Angers)
- La Naissance d’Henri IV., 1827 (Louvre)
- Marc Botzaris rentrant à Missolonghi et donnant aux malheureux affamés les ornements de ses armes et la ceinture renfermant son argent, 1827
- Eidesleistung Louis-Philippes vor der Kammer, 1830, Versailles
- Die Schlacht an der Marsaille im Versailler Museum
- Die Enthüllung der Statue Heinrichs IV. zu Pau, 1846
- Der Tod der Johanna Seymour, 1847
- Die vier Heinriche, 1857
- Halt spanischer Kaufleute, 1859
- Empfang des Kolumbus durch Ferdinand und Isabella, 1861

## Ausstellungen (Auswahl)
- 1965: Eugène Devéria, Musée des beaux-arts